# Gevlekte regendaas
De gevlekte regendaas (Haematopota scutellata) is een vliegensoort uit de familie van de dazen (Tabanidae). De wetenschappelijke naam van de soort is voor het eerst geldig gepubliceerd in 1964 door Olsufjev, Moucha & Chvala.